# Andrej Batura
Andrej Uładimirawicz Batura (biał. Андрэй Уладзіміравіч Батура; ros. Андрей Владимирович Батура; ur. 23 października 1975) – białoruski zapaśnik walczący w stylu klasycznym. Zajął piąte miejsce na mistrzostwach świata w 2006. Wicemistrz Europy w 2000, a czwarty w 2003. Czwarty w Pucharze Świata w drużynie w 2004. Wygrał Igrzyska bałtyckie w 1997 roku.